# Нађковачи
Нађковачи (мађ. Nagykovácsi) је насеље у централној Мађарској. Нађковачи је веће насеље у оквиру пештанске жупаније.

## Географија

### Локација
Нађковачи се налазе неких 15 km (9,3 mi) северозападно од центра Будимпеште, у долини, на надморској висини од 340 m. Налази се поред другог округа Будимпеште. На попису из 2011. године, укупна популација је износила 7.095, иако ова бројка не укључује многе људе који тамо поседују имање као другу резиденцију. Град је познат по свом живописном окружењу у околним брдима и шумама, а неке од оближњих шума су означене као заштићена подручја, Будаи Тајведелми Керзет („Заштићено подручје Будимског земљишта“), како би се заштитило неколико ретких врста флоре које тамо расту. Његова локација је допринела развоју града последњих година. Америчка међународна школа у Будимпешти одабрала је Нађковачи као локацију за свој кампус 2000. године.

## Историја
Археолошки налази указују да је овај крај био насељен још од праисторије. Предмети пронађени у пећинама реметске јаруге и дуж обала мале реке Ердег-арок указују на то да су људи тамо живели током леденог, гвозденог и каменог доба. Различити алати, новчићи и фрагменти камених статуа откривени на том подручју показују да је било становника и под Римским царством. Од ових камених фрагмената, четири надгробна споменика из старог Рима била су уграђена у зид локалне цркве када је подигнута.
У средњовековним записима, Нађковачи се помиње као Коачи и Ковачи. Ова имена указују да су краљевски ковачи живели у граду(ковач).
Први локални документ који још увек постоји, даровница, датира из 1254. године. За време турске окупације мађарске, средином 16. века, село је претрпело велика разарања, а становништво нагло опада. Након што су Турци били протерани, породица Хабзбурговаца која је владала Мађарском позвала је баварске колонисте да се населе у Ковачима (1700–1760). Ови придошлице су били сточари и земљорадници, а изградили су и три каменолома, рудник угља и две пећи за креч, и назвали су дунавске Швабе из Офенер Бергланда.
Многи од дунавских Шваба који говоре немачки у граду су били присилно пресељени након Другог светског рата, а нови становници су стигли из мађарских Великих равница (Алфолд), делова Горње Мађарске (Фелвидек) (данас у Словачкој) и из Будимпеште да заузму њихово место.
Кућу у Нађковачима подигла је у првој половини 19. века локална породица Телеки. Након тога имање је прешло у руке породице Тиса и данас је познато као Тиско властелинство. Првобитно су деца мађарских шумара добијала редовну школску наставу у овој добро очуваној згради. Идеја окупљања такве деце у образовну установу постепено је препозната као вредна иницијатива широм Европе и привукла је посетиоце из многих земаља. Крајем Другог светског рата властелинство је заплењено и од 1958. године служило је као пољопривредна школа. Власништво над имовином прешло је на Покрет извиђача 2013. године.
Данас мештани улажу све напоре да заштите локалне знаменитости, међу којима је статуа Девице Марије у цркви и спомен-обележје палима у оба светска рата.

## Становништво
Током пописа 2011. године, 85,6% становника изјаснило се као Мађари, 0,2% као Пољаци, 3,3% као Немци, 0,2% као Румуни и 0,2% као Срби (13,4% се није изјаснило).
Верска дистрибуција је била следећа: римокатолици 33,1%, реформисани 8,9%, лутерани 1,4%, гркокатолици 1%, Израелци 0,5%, неконфесионални 22,6% (30,8% се није изјаснило).
На основу паритета куповне моћи, било је друго најбогатије насеље у земљи у 2019. години.